# باروخ بن يهودا
باروخ بن يهودا (بالعبرية: ברוך בן-יהודה) (6 أبريل 1894 - 20 يوليو 1990) هو معلم تربوي إسرائيلي، ومن أوائل المتخرجين من ثانوية هرتسليا العبرية.
في عام 1979 نال جائزة إسرائيل عن عمله في مجال التعليم. 
كان بن يهودا مدرسًا في مدرسة مستوطنة روش بينا، ومدرسًا في ثانوية هرتسليا العبرية، ومديرا لها لسنوات عديدة. شغل بن يهودا منصب رئيس قسم التربية والثقافة في اللجنة الوطنية في أرض إسرائيل، وبعد قيام الدولة، شغل العديد من المناصب منها: مدير عام وزارة التربية والتعليم والثقافة، ورئيس مجلس المعلمين التابع للصندوق القومي اليهودي ورئيس جمعية دراسة التوراة في تل أبيب.

## حياته

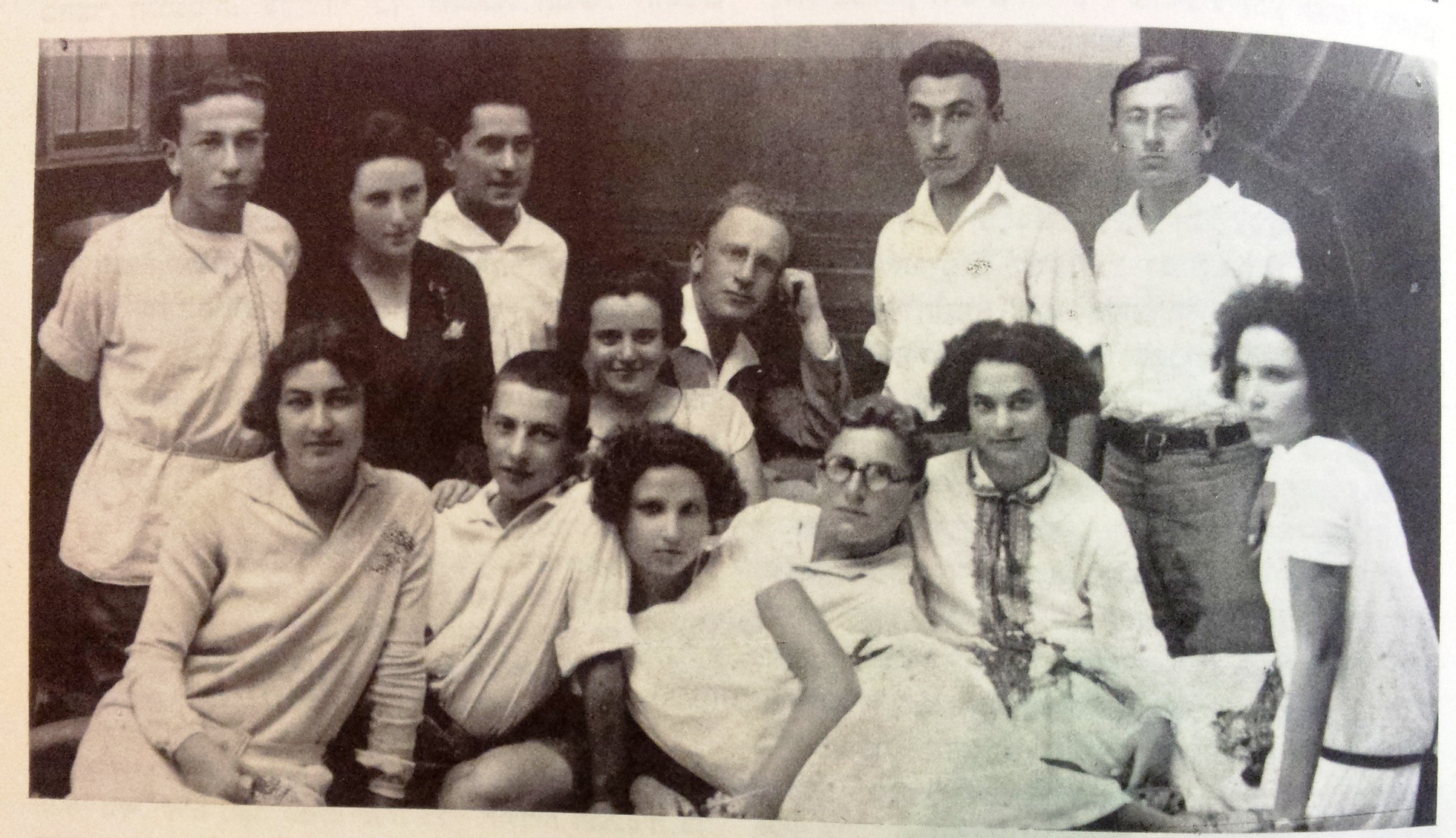
1928 الدكتور باروخ بن يهودا (جالسًا في الوسط) مع تلاميذه في الصف الثامن من ثانوية هرتسليا العبرية

ولد باروخ بن يهودا في ماريامبولا في ليتوانيا.
وهاجر إلى فلسطين في عام 1910، ضمن أربعين فتى رحلوا إلى فلسطين بدون آباءهم، للدراسة في ثانوية هرتسليا العبرية في تل أبيب، وتخرج من الدفعة الثانية للمدرسة. بجانب الدراسة، تعلم العزف على عدة آلات موسيقية منها البيانو والكونسرتينا والمندولين مع معلمة المدرسة حانينا كارشيفسكي.
كتب ناتان ألترمان عن شخصيته الرائدة في الدفاع عن القيم والمبادئ، مسرحية «طبريا كينيرت». وفي عام 1916، بعد إصابته بالحمى، أُجبر على الانتقال إلى روش بينا، حيث قام بتدريس العبرية والموسيقى في المدرسة المحلية التي يديرها ويلكوميك. وأسس منظمة «شباب روش بينا» لتعزيز المستوطنة. وفي عام 1920 حصل على منحة دراسية من البارون روتشيلد لدراسة الرياضيات والفيزياء في بروكسل، وبعد تخرجه بدرجة دكتوراه مع مرتبة الشرف في منهجية تدريس الرياضيات عاد إلى إسرائيل وقام بالتدريس في ثانوية هرتسليا العبرية. وبالإضافة إلى ذلك، قام بتدريس مواد التلمود والكتاب المقدس وتاريخ الصهيونية في المدرسة كمادة إلزامية في شهادة الثانوية العامة.

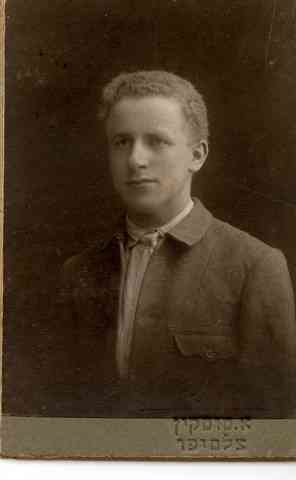
بن يهودا، ثانوية هرتسليا العبرية 1913

ألف بن يهودا العديد من الكتب المدرسية في الرياضيات، وحساب التفاضل، والهندسة التحليلية، والتقويم العبري، والنبوءة في إسرائيل، والوعي اليهودي وتاريخ الصهيونية، وشارك في تحرير العديد من الكتب، بما في ذلك «قاموس الموسيقى»، «قاموس فرنسي-عبري للجيب».
كما كان عضوًا في هيئة تحرير «موسوعة الشباب».
أسس فرقة الكشافة في مدرسة ثانوية هرتسليا العبرية، وترأسها. وقدمت تلك الكشافة تدريبًا إجباريًا للبلماح، وشاركت في إنشاء الكيبوتسات في جميع أنحاء البلاد.
وخلال سنوات الحرب العالمية الثانية (1940 - 1944)، ترأس اللجنة التنفيذية لإرسال طلاب المدارس الثانوية إلى معسكرات العمل الصيفية لمساعدة المزارع.
وفي بداية العام الدراسي، في 2 أكتوبر 1947، تم انتخابه مديرا لقسم التربية في اللجنة الوطنية.  وبعد إنشاء وزارة التربية والتعليم والثقافة، شغل منصب المدير العام للوزارة حتى عام 1952.
شغل منصب رئيس لجنة التحكيم في اختبارات الكتاب المقدس للبالغين واعتره الكثيرون قاضيًا صارمًا، واشتهر بعبارات مثل «بعده» و«انتهى وقتك!». وأصبحت هذه الاختبارات في وقت لاحق أساسًا لمشهد قصير في فيلم «لول»، حيث يؤدي أوري زوهار.
أسس مجلس المعلمين للصندوق القومي اليهودي وتولى إدارته لسنوات عديدة. 

وكان مشهورا بالتزامه في قواعد اللغة العبرية، وعلامات الترقيم، وكان مشهورا أيضا بعزفه البارع، لآلة الكونسرتينا. وكان صارمًا ومحافظًا في آرائه. ولم يكن منخرطًا في السياسة، ورفض الترشح لحزب ماباي.

## جوائز
في عام 1979 نال جائزة إسرائيل عن عمله في مجال التعليم. 
دفن في مقبرة كريات شاؤول. 

## كتبه
- الجميع محبوب - رواية تربوية، دفير، 1977
- التوراة، 1974
- النبوءة في إسرائيل، 1974
- في ظل الهلال: تاريخ أرض إسرائيل في عهد المسلمين، 1974
- النضال من أجل البيت الوطني، 1973
- الهندسة التحليلية السهلة، 1969
- حساب التقويم العبري، متسادا
- مذاقات الكتاب المقدس للمدارس، 1968 (مع بن صهيون أورغاد)
- إلى جوهر الرياضيات، إصدار نقابة المعلمين الإسرائيلية، 1966
- الرياضيات في الصف الثامن في زيادة التعلم - 1963
- صوت التنوير الصهيوني : سلسلة من الأحاديث. سلسلة من المحادثات للمعلمين تم بثها على «كول تسيون لاغولا»، الصندوق القومي اليهودي 1955
- مؤامرة دريبوس: مواد للمدارس لعام هرتزل، مجلس المعلمين للصندوق القومي اليهودي 1955
- المؤسسة التعليمية، الصندوق القومي اليهودي 1952
- أساسيات وطرق تربية الصهيوني في المدرسة : سلسلة محاضرات، الصندوق القومي اليهودي 1952
- فلسفة السياسة مطبعة عزريل 1947
- موشيه شاريت: رجل وقائد، إصدار وزارة التربية والتعليم
- تاريخ الصهيونية: النهضة والفداء في إسرائيل، 1942
- موسوعة الشباب: كتاب العلوم للأطفال والمراهقين والناس (في ستة مجلدات)، 1941-1943
- قوانين الدولة بحسب مصادر إسرائيل، الصندوق القومي اليهودي
- الفصول التلمودية. كتاب مدرسي
- النضال من أجل الأمن والاستقلال